# Anthochortus singularis
Anthochortus singularis är en gräsväxtart som beskrevs av Esterh. Anthochortus singularis ingår i släktet Anthochortus och familjen Restionaceae. Inga underarter finns listade i Catalogue of Life.